# Parque do Caiara
Parque Caiara é um parque no bairro da Iputinga no Recife. O parque encontra-se em uma área de 180.000,00 m² as margens do Rio Capibaribe. O parque apresenta várias instalações de esportes e lazer como pistas de Atletismo da Região.
O parque conta com uma estrutura moderna com academias, pistas de corrida, pista de skate.